# Fuckbook
Fuckbook è il 14° album discografico in studio del gruppo musicale indie rock statunitense Yo La Tengo, pubblicato con il nome Condo Fucks nel 2009.

## Tracce
1. What'cha Gonna Do About It – 2:29  (Steve Marriott, Ronnie Lane, Ian Samwell)
2. Accident – 2:19 (Brian McMahon)
3. This Is Where I Belong – 2:45 (Ray Davies)
4. Shut Down – 1:48 (Brian Wilson, Roger Christian)
5. Shut Down Part 2 – 2:09 (Carl Wilson)
6. With a Girl Like You – 2:36 (Reg Presley)
7. The Kid with the Replaceable Head – 2:21 (Richard Hell)
8. Dog Meat – 4:07 (Chris Wilson, Cyril Jordan)
9. So Easy Baby – 3:09 (Billy Miller)
10. Come On Up – 2:53 (Felix Cavaliere)
11. Gudbuy T'Jane – 4:15 (Jim Lea, Noddy Holder)

## Formazione
- James McNew: basso
- Georgia Hubley (come Georgia Condo): batteria
- Ira Kaplan (come Kid Condo): chitarra e voce